# Éva Sándorné Sipos
Éva Sándorné Sipos (* 13. August 1973; † 8. August 2018) war eine ungarische Handballspielerin, die für den ungarischen Erstligisten Debreceni Vasutas SC auflief.

## Karriere
Die Rechtsaußenspielerin wechselte im Alter von 14 Jahren von Nyíregyháza zu Debreceni Vasutas SC. Zwischen 1990 und 1998 gehörte Sándorné Sipos dem Kader der ersten Damenmannschaft von Debreceni Vasutas SC an, für den sie 94 Treffer in 91 Spielen erzielte. In diesem Zeitraum gewann sie 1991 den ungarischen Pokal sowie 1995 und 1996 den EHF-Pokal.